# Rauisuchia
A Rauisuchia egy kevéssé ismert, többnyire nagy méretű (gyakran 4–6 méter hosszúságú) tagokból álló archosaurus csoport, amely a triász időszakban létezett. Eredetileg úgy hitték, hogy az erythrosuchidák rokonai voltak, később azonban kiderült, hogy a crurotarsik közé tartoztak. Három általánosan elfogadott családjuk ismert: a Prestosuchidae, a Rauisuchidae és a Poposauridae, azonban számos képviselőjük (például az Oroszország olenyoki korszakából származók) túl kezdetlegesek és/vagy kevéssé ismertek ahhoz, hogy e családok valamelyikébe sorolhassák be őket.
Sikeres állatok voltak, és fennmaradtak egészen a triász időszak végéig, amikor sok más archosaurusszal együtt kipusztultak a triász–jura kihalási esemény során. Helyükbe a theropoda dinoszauruszok léptek, melyek elsőként váltak képessé arra, hogy egyedül töltsék be a nagy méretű szárazföldi ragadozók ökológiai fülkéit. A húsevő dinoszauruszok lábnyomainak mérete hirtelen megnövekedett a jura időszak kezdetén, mikor a rauisuchiák eltűntek.

## Anatómia
José Bonaparte és Michael Benton bebizonyították, hogy a Saurosuchushoz hasonló rauisuchiák egyenesen álló lábakat fejlesztettek ki, a dinoszauruszoktól független és eltérő módon; a combcsontjaik függőlegesen, a csípőüreghez (acetabulumhoz) képest ventrálisan helyezkedtek el, ahelyett, hogy elfordulva csatlakoztak volna. Az elrendezésre oszlopszerűen álló lábakként hivatkoztak. A függőleges járásmód arra utal, hogy ezek az állatok nyilvánvalóan aktív és gyors ragadozók voltak, helyváltoztató képességük pedig felülmúlta a kannemeyerida dicynodontiákét, ahogyan zsákmányaikét, a rhynchosaurusokét is. A legnagyobbak egy méteres vagy annál hosszabb koponyával rendelkeztek.

## Taxonómia
Egy javaslat alapján a Rauisuchiát parafiletikus csoportként definiálják, amely számos kapcsolódó, de egymástól függetlenül fejlődött vonalat tartalmaz, amik hasonló ökológiai fülkéket töltöttek be a közepestől a legnagyobb méretű szárazföldi ragadozókig. Például Parrish és Juul úgy találták, hogy a poposaurida rauisuchiák jóval közelebb álltak a Crocodyliához, mint a prestosuchidákhoz. Egy újabb keletű tanulmányban Nesbitt más törzsfejlődést mutatott be a monofiletikus Rauisuchiával kapcsolatban. Lehet hogy a csoport egy szemétkosár-taxon. A pontos filogenetikai kapcsolatok meghatározása bonyolult a vizsgálati anyagok töredékes természete miatt, azonban a Batrachotomusszal kapcsolatos legújabb felfedezések és tanulmányok, és az Erpetosuchushoz hasonló leletek újabb vizsgálatai segíthetnek feltárni ezen izgalmas, de alig ismert csoport evolúciós kapcsolatait.
A jól ismert rauisuchiák közé tartozik a középső triász idején, Európában (Svájc és Észak-Olaszország területén) élt Ticinosuchus, a késő triász (késő karni korszaka) idején, Dél-Amerikában (Argentínában) élt Saurosuchus és a késő triász (késő karni–kora nori korszaka) idején, Észak-Amerikában (az Amerikai Egyesült Államok délnyugati részén) élt Postosuchus. Az egyik rauisuchiát, a Teratosaurust, sokáig korai theropoda dinoszaurusznak hitték, de később kiderült, hogy nem a dinoszauruszok közé tartozik.

## Fordítás
- Ez a szócikk részben vagy egészben  a   Rauisuchia című angol Wikipédia-szócikk ezen változatának fordításán alapul.  Az eredeti cikk szerkesztőit annak laptörténete sorolja fel. Ez a jelzés csupán a megfogalmazás eredetét és a szerzői jogokat jelzi, nem szolgál a cikkben szereplő információk forrásmegjelöléseként.

## Külső hivatkozások
- Ben Creisler: Rauisuchia Translation and Pronunciation Guide, 1996. [2009. július 13-i dátummal az eredetiből archiválva]. (Hozzáférés: 2008. november 11.)
- Palaeos Vertebrates 270600 Archosauromorpha: Rauisuchiformes. [2009. október 21-i dátummal az eredetiből archiválva]. (Hozzáférés: 2008. november 11.)